# SEK-Trickfilmstudio
Das SEK-Trickfilmstudio (koreanisch 조선4·26만화영화촬영소, MR Chosŏn 4.26 Atong Yŏnghwa Ch'al-yŏngso, RR Joseon 4.26 Adong Yeonghwa Chwal-yeongso, Scientific & Educational Film Studio of Korea) ist ein Trickfilmstudio mit Sitz in der nordkoreanischen Hauptstadt Pjöngjang. Innerhalb des Landes ist das Unternehmen als Kinderfilmproduktion 26. April bekannt, international ist die englische Kurzbezeichnung SEK Studio gebräuchlich.

## Entstehung
Das Filmstudio wurde am 26. April 1953 gegründet. Seit den 1980er Jahren ist SEK Empfänger von Aufträgen über Animationsarbeiten für ausländische Filmproduktionen. 1987 wurde SEK vom französischen Unternehmen CBR Technical Equipment mit moderner Trickfilmstudiotechnik ausgerüstet. Im Jahr 1997 trat das Filmstudio zum ersten Mal international in Erscheinung, als es an einem internationalen Trickfilmfestival in Frankreich teilnahm.

## Unternehmen
Über die vom SEK-Trickfilmstudio hergestellten Filme gibt es nur wenige Informationen. Unbestätigten Berichten zufolge soll es unter anderem bei den Trickfilmen Der König der Löwen und der Serie Teenage Mutant Ninja Turtles mitgearbeitet haben. Über 70 Unternehmen weltweit sollen in SEK-Studios produzieren lassen, darunter südkoreanische, europäische und auch amerikanische. Für internationale Unternehmen ist das SEK-Studio insbesondere wegen der geringen Lohnkosten attraktiv. So soll ein nordkoreanischer Animationszeichner umgerechnet lediglich 3 US-Dollar im Monat verdienen. Nach eigenen Angaben des Unternehmens gegenüber dem ZDF-Kulturmagazin aspekte im Jahr 2004 konnten die 1.600 Mitarbeiter des Studios bis zu 7.000 Filmminuten im Jahr produzieren. 2014 war die Unternehmenssituation ähnlich: Laut offiziellen Angaben produzierte SEK mit mehr als 1.500 Trickfilmzeichnern bis zu 8.000 Filmminuten.
Mehrere französische Produktionsfirmen (Pixibox, La Fabrique, Col.Ima.Son etc.) haben zahlreiche Trickfilme in Koproduktion mit SEK hergestellt. Frühe Beispiele sind die in deutscher Bearbeitung auf RTLplus erstausgestrahlte Kinderfilmserie Piff und Herkules (1989) und der Science-Fiction-/Fantasy-Film Gandahar (Titel in den USA: Light Years, 1988), der vom Widerstand gegen ein totalitäres Gesellschaftssystem handelt.
Der kanadische Comiczeichner Guy Delisle verbrachte 2001 zwei Monate bei SEK-Trickfilmstudio, um im Auftrag der französischen Produktionsfirma Protecrea die Arbeiten an einem Animationsfilm zu überwachen. Seine Erfahrungen dokumentierte er später in dem Comicband Pjöngjang, der unter anderem auch ins Deutsche übersetzt wurde.
Eine regelmäßige Auftraggeberin von SEK ist die in Italien ansässige und weltweit aktive Trickfilm-Produktions- und -Vertriebsfirma Mondo TV, für die in Deutschland die Unternehmenstochter MIM Mondo Igel Media AG tätig ist. Zu den von SEK-Zeichnern für Mondo TV produzierten Serien gehören u. a. Pocahontas (1998), Spaghetti Family (2003) und Sandokan (1998/2001/2006). Auch der in Kooperation mit der deutschen Katholischen Fernseharbeit und RTL produzierte Kinderfilm Barberbieni (2008) wurde von SEK in Pjöngjang gezeichnet. Mondo TV hat in Zusammenarbeit mit der katholischen Kirche weitere Trickfilme in Nordkorea teilproduziert, darunter Biographien über Papst Johannes Paul II. (Karol, 2008) und die von diesem heiliggesprochenen Josemaría Escrivá (Gründer des Opus Dei, Il Viaggio di J. M. Escrivà, 2009) und Padre Pio (Kapuziner, Padre Pio, 2006) sowie über Mutter Teresa (Ordensgründerin, Madre Teresa, 2010). Im deutschsprachigen Raum gehören die von Mondo TV produzierten Adaptionen der Kinderbuchserien um den Hasen Felix und Lauras Stern zu den bekanntesten Animationsfilmen, die bei SEK in Pjöngjang entstanden sind.
Von den Vereinigten Staaten gegen Nordkorea verhängte Wirtschaftssanktionen sowie die Menschenrechtssituation im Land machen eine Zusammenarbeit mit dem staatlichen Unternehmen für ausländische Partner problematisch. Die Produktion zahlreicher von der katholischen Kirche finanzierter Filme in Nordkorea ist vor dem Hintergrund der in dem Land praktizierten Christenverfolgung bemerkenswert: Nordkorea steht seit Jahren auf dem 1. Platz des von der christlichen Organisation Open Doors jährlich erstellten Weltverfolgungsindex.